# Park Narodowy Cañón del Río Blanco
Park Narodowy Cañón del Río Blanco (hiszp. Parque nacional Cañón del Río Blanco) – park narodowy położony w południowej części Meksyku, w stanie Veracruz, na zachód od miasta Orizaba. Park został utworzony w 22 marca 1938 roku. Zajmuje powierzchnię 488 km².

## Opis
Park obejmuje fragment łańcucha górskiego Sierra Madre Wschodnia (między pasmami górskimi Acultzingo i Barranca de Metlacna) na wysokościach od 900 do 2000 m n.p.m. Przepływa przez niego rzeka Río Blanco tworząc kanion z ponad 20 wodospadami takimi jak np.: Tuxpango i Elephant. Znajduje się tu wiele jezior. Największe zbiorniki wodne to: zapora Tuxpango, jeziora Los Sifones i Puerto del Aire. Większość parku pokrywają lasy.

## Fauna
W parku odnotowano 417 gatunków ptaków. Są to narażony na wyginięcie (VU) przepiór śniadoszyi, a także m.in.: sokół wędrowny, piłodziób żółtopierśny i dżunglarka pstra. 
Żyje tu 147 gatunków gadów i płazów. Z płazów ogoniastych występują krytycznie zagrożone wyginięciem (CR) Thorius dubitus i Thorius magnipes oraz zagrożone wyginięciem (EN) Thorius troglodytes, Abronia graminea, Pseudoeurycea nigromaculata i Pseudoeurycea firscheini. Płazy bezogonowe to zagrożone wyginięciem (EN) Craugastor spatulatus i Megastomatohyla mixomaculata, a także m.in.: Plectrohyla arborescandens. 
Z ssaków występują tu m.in.: urocjon wirginijski, dydelf czarnouchy, dydelf wirginijski, ostronos białonosy, ocelot wielki, paka nizinna i wiewiórka samotna.